# Sinan Oğan
Sinan Oğan (Melekli, Iğdır, Turkije, 1 september 1967) is een Turkse politicus van Azerbeidzjaanse origine. Hij zat namens de Partij van de Nationalistische Beweging in het Turks parlement van 2011 tot en met 2015 als afgevaardigde van de provincie Iğdır. In 2023 stelde hij zich kandidaat voor de presidentsverkiezingen van Turkije.

## Biografie
Oğan werd op 1 september 1967 geboren te Melekli, Iğdır. In 1989 studeerde hij af aan de studie Management aan de Universiteit van Marmara in Istanboel, welke hij vervolgde met een master in 1992. In deze periode heeft Oğan een korte periode gewerkt bij het kantoor van de Azerbeidzjaanse president Ebulfez Elçibəy.
Van 1993 tot 2000 werkte hij als vicedecaan aan de Azerbeidzjaanse Economische Staatsuniversiteit. In die periode was hij ook nog eens van 1994 tot 1998 vertegenwoordiger van TİKA, een Turkse internationale samenwerkings- en ontwikkelingsagentschap die valt onder het Turkse ministerie van Buitenlandse Zaken.
In 2000 keerde hij terug naar Turkije en begon met werken bij het Centrum voor Euraziatische Strategiestudies. Hij richtte eveneens de denktank TÜRKSAM op.
In 2009 behaalde Oğan zijn PhD aan de Staatsinstituut voor Internationale Betrekkingen van Moskou.
Op 7 juni 2011 kreeg hij de Azerbeidzjaanse staatsmedaille en hij werd in 2012 verkozen tot parlementariër van het jaar.
In 2016 was hij een van de leiders van een oppositiegroep binnen de rechts-nationalistische Partij van de Nationalistische Beweging (MHP) tegen partijleider Devlet Bahçeli. Als resultaat hiervan werd hij de partij uitgezet.

### Turkse Presidentsverkiezingen 2023
Op 7 september 2022 maakte hij bekend kandidaat te willen worden voor de Turkse presidentsverkiezingen in 2023 als 'onafhankelijke kandidaat voor de Turkse nationalisten'. Op 11 maart 2023 werd bekendgemaakt dat Oğan presidentskandidaat zou worden namens de Vooroudersalliantie. Hij kreeg 5,17% van de stemmen achter zittend president Recep Tayyip Erdoğan en oppositieleider Kemal Kılıçdaroğlu. Het werd hem toegerekend dat Erdoğan op het nippertje geen meerderheid wist te behalen waarna voor het eerst in de Turkse presidentsverkiezingen een tweede ronde volgde. In tegenstelling tot de grootste partijen van zijn alliantie, koos Oğan in de tweede ronde partij voor president Erdoğan, die de verkiezingen in de tweede ronde wist te winnen.

## Privé
Sinan Oğan is getrouwd met academica Gökçen Oğan. Samen hebben ze zoon Göktürk en dochter Zeynep en wonen ze in Ankara. Oğan spreekt naast het Turks, vloeiend Azerbeidzjaans, Engels en Russisch.